# Сульфиредоксин
Сульфиредоксин (англ. Sulfiredoxin, КФ 1.8.98.2) — фермент, который катализирует реакцию восстановления окисленной формы антиоксидантных ферментов пероксиредоксинов. Он осуществляет следующую химическую реакцию:
пероксиредоксин-(S-гидрокси-S-оксоцистеин) + АТФ + 2 R-SH {\displaystyle \rightleftharpoons } пероксиредоксин-(S-гидроксицистеин) + АДФ + фосфат + R-S-S-R
Фермент обеспечивает реактивацию, т.е. репарацию, пероксиредоксинов, когда последние заингибированы избыточным окислением.